# Nordwestdeutscher Rundfunk
La Nordwestdeutscher Rundfunk (NWDR in sigla) era un'emittente radiotelevisiva pubblica regionale tedesca con sede in Amburgo che copriva i Länder di Amburgo, Bassa Sassonia, Renania Settentrionale-Vestfalia e Schleswig-Holstein, nonché, fino al 1954, Berlino Ovest. Nel 1955 la NWDR fu suddivisa in due emittenti indipendenti, la NDR e la WDR, e con l'inizio delle trasmissioni di queste due nuove emittenti, il 1º gennaio 1956, cessò ufficialmente la sua esistenza.
La NWDR faceva parte della ARD.